# فرانك ميرفي (عداء المسافات المتوسطة)
فرانك ميرفي (بالإنجليزية: Frank Murphy)‏ (و. 1947 – 2017 م) هو عداء المسافات المتوسطة أيرلندي، شارك في الألعاب الأولمبية الصيفية 1968، توفي في دبلن، عن عمر يناهز 70 عاماً.

## روابط خارجية
- فرانك ميرفي على موقع أوليمبيديا (الإنجليزية)